# حمله به ریف دمشق (فوریه–آوریل ۲۰۱۸)
منازعه ریف دمشق (فوریه-آوریل ۲۰۱۸) که با نام عملیات فولاد دمشق نیز شناخته می‌شود عملیاتی نظامی است که در فوریه ۲۰۱۸ توسط ارتش سوریه و به منظور کنترل منطقه غوطه شرقی از دست معارضان سوری آغاز شد. غوطه شرقی منطقه ای مسکونی-زراعی در حومه دمشق می‌باشد که از سال ۲۰۱۳ در محاصره نیروهای حامی بشار اسد می‌باشد. طبق گفته سازمان ملل بیش از ۴۰۰٬۰۰۰ غیرنظامی در غوطه شرقی زندگی می‌کنند.
در اولین روز ماه آوریل ارتش سوریه از ورود واحدهای نظامی سوری وارد شهر عربین شدند و پرچم سوریه را در آن منطقه برافراشتند.

## دلایل درگیری
حامیان بشار اسد پس از این که در فوریه ۲۰۱۸ موفق به بازپس‌گیری اکثر مناطق حومه دمشق شدند به فکر بازپس‌گیری غوطه که تنها منطقه مهم باقی مانده بود افتادند. این منطقه در سال ۲۰۱۲ به دست نیروهای تکفیری افتاد و نیروهای دولت سوریه از سال ۲۰۱۳ تاکنون آن را محاصره کرده‌است.
دولت سوریه در اوایل ماه فوریه و بعد از این که مذاکرات صلح روسیه با شکست مواجه شد منطقه غوطه شرقی را بمباران کرد. به گفته سازمان دیدبان حقوق بشر سوریه در اثر این بمباران‌ها تا ۸ فوریه بیش از ۲۰۰ نفر کشته شده‌اند. ارتش سوریه باردیگر بمباران‌های این منطقه را در ۱۸ فوریه از سرگرفت و بعد از ۸ روز حمله هوایی نیروهای زمینی سوریه نیز وارد منطقه شدند.
اصلی‌ترین شورشیان حاضر در این منطقه اعضای جیش الاسلام می‌باشند و مقر آن‌ها در شهر دوما قرار دارد و نزدیک به ۱۵٬۰۰۰ سرباز دارند. گروه بعدی حاضر در منطقه نظامیان فیلق الرحمن هستند که از متحدان ارتش آزاد سوریه بوده و بیشتر در مناطق مرکزی و غربی غوطه حضور دارند. احرار الشام و هیئت تحریر شام نیز کنترل بخش‌هایی از این نطقه را بر عهده دارند.

## پیامدهای انسانی
گفته می‌شود در دو روز اول بمباران غوطه ۲۵۰ نفر کشته شده‌اند که این آمار بیشترین تعداد تفات ۴۸ ساعته در درگیری‌های سوریه از زمان حمله شیمیایی سال ۲۰۱۳ به شرق غوطه می‌باشد. به گفته یکی از کارکنان پزشکی، پزشکان در این وضعیت مجبور به استفاده از داروهای منقضی، از جمله داروهای بیهوشی شدند زیرا گزینه دیگری برای آن‌ها وجود نداشت.
دیدبان حقوق بشر سوریه می‌گوید از ۱۸ تا ۲۱ فوریه ۲۶۰ نفر در منطقه غوطه کشته شده‌اند که ۱۰۶ تای آن‌ها در ۲۰ فوریه رخ داده‌است. به گفته سازمان پزشکان بدون مرز ۱۳ مرکز بهداشتی این منطقه در حملات هوایی تخریب شده‌اند.
۲۳ فوریه خبری مبنی بر کشته شدن خبرنگاری به نام عبدالرحمان اسماعیل یاسین که در حملات هوایی ۲۰ فوریه مجروح شده بود منتشر شد. بین ۱۸ تا ۲۴ فوریه، به علت حملات هوایی و توپخانهٔ دولت سوریه و روسیه، بیش از ۵۲۰ غیرنظامی کشته و ۲٬۵۰۰ نفر زخمی شدند.
در روز ۲۴ فوریه، پزشکان بدون مرز هشدار داد که تعداد تلفات محاصره غوطه شرقی فراتر از تصور است، زیرا ظرفیت ارائه مراقبت‌های بهداشتی محدود و در حال اتمام است.
۷ مارس فعالان حقوق بشر حموریه ویدئویی را منتشر کردند که نشان می‌دهد ارتش سوریه در بمباران منطقه غوطه از جنگ‌افزار شیمیایی فسفر سفید استفاده می‌کند. فیصل مقداد، معاون وزیر خارجه سوریه، در جریان یک کنفرانس مطبوعاتی، این گزارش را رد کرد. چهار روز بعد سازمان کلاه‌سفیدها اعلام کرد دولت بشار اسد شهر عربیل را با بمب‌های گاز کلر، فسفر و ناپالم مورد هدف قرار داده‌است.
در اواسط ماه مارس، رئیس سازمان حقوق بشر سازمان ملل متحد، دولت سوریه را به راه اندازی آخرالزمان سوری متهم کرد.
پزشکان بدون مرز اعلام کرد که در غوطه شرقی موارد کلیدی، به ویژه برای جراحی، از بین رفته‌است و اکثر ساکنان در زیرزمین و پناهگاه‌های زیرزمینی موقت و در شرایط غیر بهداشتی با آب آشامیدنی محدود و مکان‌های بدون بهداشت زندگی می‌کنند.

## واکنش‌های بین‌المللی

### بخش‌های درگیر جنگ
- سوریه - وزارت خارجه معارضان غوطه را به هدف قرار دادن دمشق و استفاده از مردم به عنوان «سپر انسانی» متهم کرد.[۳۵]

### سازان‌های فراملی
- سازمان ملل متحد – پانوس موتزیس نماینده سازان ملل در سوریه گفت: کشتار غیرنظامیان و زیرساخت‌های این منطقه هرچه سریع تر باید متوقف شود.[۳۶][۳۷] آنتونیو گوترش دبیرکل سازمان ملل خواستار تعلیق فوری تمام فعالیت‌های نظامی در غوطه شرقی شد و این منطقه را به جهنم روی زمین تشبیه کرد.[۳۸]
  - یونیسف – سازمان یونیسف در گزارش مرگ و میر کودکان یک بیانیه خالی را با یک پاورقی منتشر کند. در پاورقی این بیانیه آمده‌است: «هیچ واژه ای برای کودکان کشته شده، مادران، پدران و عزیزانشان عدالت عدالت را به ارمغان نمی‌آورد.»[۳۹]

### کشورها
- فرانسه – رئیس‌جمهور امانوئل مکرون گفت: «فرانسه به وضوح و قاطعانه آنچه در شرق غوطه اتفاق می‌افتد را محکوم می‌کند.»[۴۰]
- آلمان – آنگلا مرکل، صدراعظم آلمان گفت: «کشتار کودکان، تخریب بیمارستان‌ها - همه اینها به قتل‌عام منجر می‌شود که باید محکوم شود و باید با آن مقابله کرد. این چیزی است که ما به عنوان اروپایی‌ها باید به کار خود ادامه دهیم».[۴۱]
- الگو:Country data سریر مقدس – در تاریخ ۲۵ فوریه، پاپ فرانسیس گفت که سوریه به دلیل کشتار غیرنظامیان در ناحیه غوطه شرقی «شهید شده‌است». او همچنین خواستار پایان فوری خشونت و دسترسی به کمک‌های بشردوستانه شده‌است.[۴۲]
- ایران – عباس عراقچی، معاون وزیر امور خارجه گفت که ایران به یک راه حل سیاسی برای این جنگ اعتقاد دارد، نه نظامی. ایران برای کاهش تنش‌ها در غوطه به کشورهای سوریه، روسیه و ترکیه تماس داشته.[۴۳]
- روسیه – سرگئی لاوروف، وزیر امور خارجه، گفت هدف ما از حمله مبارزه با «تروریسم» است و نه با افراد غیرنظامی.[۳۵]
- عربستان سعودی – وزارت امور خارجه عربستان در بیانیه ای اعلام کرد:ما بر ضرورت مبارزه با خشونت‌های رژیم سوریه تأکید می‌کنیم و از کمک‌های بشردوستانه و امدادی برای ورود به غوطه استقبال می‌کنیم.[۴۴][۴۵]
- امارات متحده عربی – وزارت امور خارجه عمارات در اعلامیه ای بیان کرد: «سوریه به اندازه کافی از طریق درگیری شدید و هدف‌گیری شهروندان غیرنظامی رنج می‌برد و نمی‌تواند شاهد خونریزی بیشتری بود.»[۴۶]
- بریتانیا – «بریتانیا روسیه را برای حمایت از آتش‌بس برای تأمین کمک‌های بشردوستانه متقاعد خواهد کرد. حفاظت از مردم سوریه و کمک به آنها برای نجات جانشان ضروری است.»[۴۷]
- ایالات متحده آمریکا –هدر ناوئرت، سخنگوی وزارت امور خارجه آمریکا نسبت به حملات هوایی رژیم اسد و روسیه به نقاط مختلف سوریه به ویژه غوطه‌شرقی و ادلب، ابراز نگرانی شدید کرد. ناوئرت با انتشار بیانیه‌ای با اشاره به دریافت اخباری مبنی بر استفاده رژیم اسد از سلاح‌های شیمیایی ظرف ۴۸ ساعت گذشته، بر لزوم توقف این حملات تأکید کرد. سخنگوی وزارت امور خارجه آمریکا ضمن خاطرنشان کردن درخواست سازمان ملل متحد در خصوص توقف درگیری‌ها برای رساندن کمک‌های بشردوستانه به غوطه‌شرقی و خروج ۷۰۰ غیرنظامی محصور در این منطقه بر لزوم فشار روسیه بر رژیم اسد برای تحقق این موضوع تأکید کرد.[۴۸]